# Amfiprion pomidorowy
Amfiprion pomidorowy (Amphiprion frenatus) – gatunek ryby z rodziny garbikowatych.

## Występowanie
Zamieszkuje rafy koralowe w pobliżu Filipin.

## Budowa i wygląd
Długość od 7,5 cm do około 11 cm. Całe ciało ryby jest barwy pomarańczowej, jedyny biały pas opasany czarnymi paskami znajduje się za okiem, na granicy łuku skrzelowego.

## Zachowanie
Ryba odżywia się planktonem i glonami rosnącymi wokół ukwiału, gospodarza amfiprionów. Amphiprion frenatus żyje w rodzinach, jedna rodzina zamieszkuje jeden ukwiał. Rodzinę stanowią dominujący samiec i samica, tylko one się rozmnażają. Pozostałe osobniki rodziny to młode samce. Gdy zginie samica, jeden z samców zmienia płeć, stając się samicą i zajmuje miejsce swojej poprzedniczki.